# Vaterländische Union

Logo

De Vaterländische Union (VU) is een van de drie politieke partijen van Liechtenstein. De stroming van de partij is liberaal-conservatief. Zij heeft meerdere malen deelgenomen aan de regering van het land. Voorzitter van de partij is sinds 2015 Günther Fritz.
Op dit moment bezet de VU 8 van de 25 zetels in de Landdag.